# ФК Москва
ФК „Москва“ е руски футболен клуб, състезавал се в руската Премиер лига между 2001 и 2009. Съществува до декември 2010.

## История
Основан e през 1997 година като „Торпедо-ЗИЛ“. Тимът влиза за първи път в руската Премиер лига през 2001 година. По-късно тимът е приеменуван на „Торпедо-Металург“, а от 2004 година се казва ФК „Москва“. „Гражданите“ имат участие в квалификациите в Купата на УЕФА, но не са влизали в групите на турнира, като в третия предварителен кръг отпадат от ФК Копенхаген. Най-големият успех на отбора е четвърто място в шампионата през 2007 година, под ръководството на Леонид Слуцкий. В началото на 2010 г., отборът остава без спонсор. Футболен клуб „Москва“ е изхвърлен от шампионата на Русия. Отборът продължава съществуването си в ЛФЛ. След 1 сезон в ЛФЛ отборът фалира и е закрит.

## Известни играчи
- Сергей Семак
- Дмитрий Кириченко
- Макси Лопес
- Юрий Жевнов
- Роман Адамов
- Помпилиу Стойка
- Рашид Тиберканин